# عالم مصريات

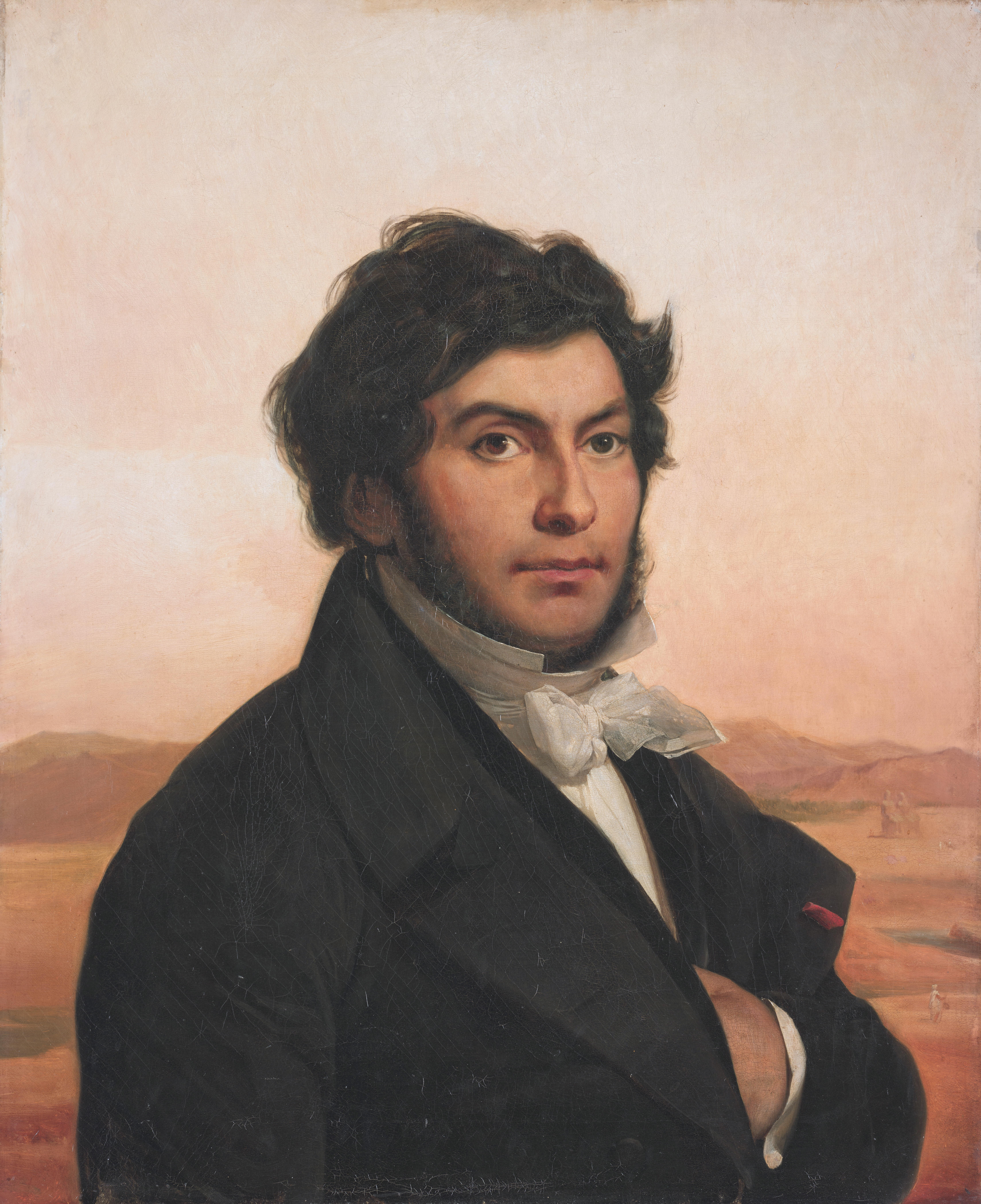
جان فرانسوا شامبليون.

 يُعرَف عالِم المصريات بأنه مختصّ في تاريخ مصر القديمة، وهي الفترة التي تُحدَّد عادةً منذ أقدم أصولها وحتى نهاية العصر البطلمي في القرن الأول قبل الميلاد، مع إمكانية أن يشمل ذلك أيضًا ما يتعلق بفترات أخرى تالية.
المعرفة الموثوقة بتاريخ مصر القديمة حديثة نسبيًا؛ فحتى قبل قرنين فقط، كانت المعلومات عن أصول الحضارة المصرية تستند إلى روايات المؤرخين والمسافرين اليونانيين والرومان الذين جمعوا ما أخبرهم به المصريون في ذلك الزمان، من دون تدقيق نقدي كبير.
إن فك شفرة حجر رشيد، المنقوش بلغتين (اليونانية والمصرية) وثلاث كتابات (اليونانية، الديموطيقية، والهيروغليفية) من مرسوم صادر عن بطليموس الخامس مؤرخ في سنة 196 ق.م، كان بداية قراءة الهيروغليفات. وقد كان جان فرانسوا شامبليون، اعتمادًا على نسخة من هذا النقش، أوّل من فك رموزه، ثم نشر لاحقًا قاموسًا وقواعد نحوية للغة المصرية. وقد شكّل هذا الحدث بداية علم المصريات الحديث.

## قائمة ببعض علماء المصريات

### علماء مصريون
- أحمد فخري ( مصر، 1905-1973)
- أحمد كمال باشا ( مصر، 1851-1923)
- إسكندر بدوي ( مصر، 1913-1986)
- بول غليونجي ( مصر، 1908-1987)
- خالد العناني ( مصر، مواليد 1971)
- زاهي حواس ( مصر، مواليد 1947)
- زكريا غنيم ( مصر، 1905-1959)
- سليم حسن ( مصر، 1893-1961)
- عبد الحليم نور الدين ( مصر، 1943-2021)
- كمال الملاخ ( مصر، 1918-1987)
- لبيب حبشى ( مصر، 1906-1984)
- نجيب قنواتى ( مصر أستراليا، مواليد 1941)

### علماء غير مصريين
- إدوارد نافيل ( سويسرا، 1844-1926)
- أدولف إيرمان ( ألمانيا، 1854-1937)
- ألان جاردنر ( بريطانيا، 1879-1963)
- إيريك هورنونغ ( سويسرا، 1933-2022)
- إميل أميلينو ( فرنسا، 1850-1915)
- إميل بريس دافين ( فرنسا، 1807-1879)
- أوجوست مارييت ( فرنسا، 1821-1881)
- أوجين ريفيلو ( فرنسا، 1843-1913)
- جاستون ماسبيرو ( فرنسا، 1846-1916)[3]
- جاك دي مورغان ( فرنسا، 1857-1924)
- جان أسمان ( ألمانيا، مواليد 1938)
- جان فرانسوا شامبليون ( فرنسا، 1790-1832)[4]
- جورج إيبرس ( بروسيا الإمبراطورية الألمانية، 1837-1898)
- جورج هارت ( بريطانيا، 1945-2021)